# Данило Стојановић
Данило Стојановић (Лапово, 24. октобар 1877 — Београд, 23. април 1967), познат као Чика Дача,  био је један од фудбалских пионира у Краљевини Србији.

## Биографија
Стојановић је рођен у Лапову, а фудбалску игру спознао је током школовања у Немачкој где је 1900. отишао као стипендиста Тополивнице. Касније је био запослен у Војно-техничком заводу у Крагујевцу. Ту је 14. септембра 1903. основао ФК Шумадију, која је тиме постала први фудбалски клуб у Краљевини Србији. Играчки кадар сачињавали су запослени у заводу, а сам Стојановић је углавном бранио или повремено играо на левом крилу. Надимак Чика Дача добио је током млађих дана због браде коју је носио. Председник Шумадије остао је до 1906. када се због посла преселио у Београд. Ту је постао члан Спортског клуба Соко, док је 1911. учествовао у оснивању Београдског спортског клуба. Међутим, нешто више од годину дана касније, услед неслагања са руководством, напустио је БСК и постао председник другог београдског клуба, Душановца. Током Балканских ратова приступио је српској војсци па је прекомандован у Крагујевац. По окончању рата се поново запутио у Београд и с групом дисидената из БСК-а 1913. створио СК Велика Србија. Током Првог светског рата је прешао Албанију, а затим избегао у Француску. За све време мира био је активан као фудбалер. По ослобођењу се вратио у отаџбину, а рад клуба је обновљен под именом СК Југославија. Паралелно с тим, учествовао је у оснивању Југословенског ногометног савеза. Обављао је функцију председника клуба, а један период провео је и на месту тренера екипе. СК Југославија је под његовим вођством освојила две титуле националног шампионата и постала један од највећих клубова у тадашњој држави. Стојановић је, као страствени фудбалски радник, по напуштању клуба учествовао у вођењу различитих спортских организација. Првоизабрани је председник Београдског лоптачког подсавеза, а после Другог светског рата је радио у Црвеној звезди и изабран за њеног доживотног почасног председника. Био је познат по белој опреми и цењен због своје елеганције. Први је спортиста у Србији ком је била омогућена национална пензија. Објавио је књигу Чика Дачине успомене. Преминуо је у Београду, 23. априла 1967. године, а сахрањен је на Новом гробљу.

## Наслеђе
По њему је назван Стадион Чика Дача у Крагујевцу. У Лапову је подигнут споменик у част прве фудбалске лопте у том месту, али и Чика Дачи чије је име уписано на постаменту. У филму и серији Монтевидео, Бог те видео!, као и каснијим наставцима, његов лик је тумачио Дарко Томовић.